# وادي موعة (حزم العدين)

تعديل مصدري - تعديل

وادي موعة هي إحدى قرى عزلة حقين بمديرية حزم العدين التابعة لمحافظة إب، بلغ تعداد سكانها 861 نسمة حسب تعداد اليمن لعام 2004.